# Ángela Leyva
Ángela Maria Leyva Tagle (Lima, 22 de noviembre de 1996) es una voleibolista peruana que juega como Punta/Receptora. Ha formado parte de la Selección femenina de voleibol del Perú a través de todas sus categorías: Infantil (Sub-16), Menor (Sub-18), Juvenil (Sub-20), sub-23 y mayores.

## Carrera

### 2011: Comienzos
En el mes de noviembre de ese año formó parte del equipo que participó en el Sudamericano Infantil del 2011 realizado en el Estadio Municipal Sergio Matto de Canelones, Uruguay; en el cual se le ganó después de muchos años a Brasil, en un partido para definir al primero del grupo. El seleccionado peruano volvió a enfrentarse con Brasil en la final con resultado adverso, quedando así en el segundo puesto de la competencia. Ángela fue la capitana del equipo y una de las dos puntas titulares, obteniendo el premio como el mejor ataque del torneo.[cita requerida]

### 2012: Oro Sudamericano
En el mes de octubre formó parte del equipo juvenil subcampeón sudamericano clasificado al Mundial Juvenil de República Checa; pero al mes siguiente en la categoría sub-18 Ángela fue la capitana y punta titular del equipo que ganó la medalla de oro en el Sudamericano de Menores del 2012 venciendo a Brasil en la final. El torneo funcionó como clasificatorio al Mundial de Menores Tailandia 2013 y fue la primera medalla de oro para el voley peruano en esa categoría después de 32 años y la primera medalla de oro en cualquier categoría después de 19 años.

### 2013: Mundiales U20 y U18
Leyva formó parte de los equipos peruanos juveniles que compitieron en los campeonatos mundiales juveniles de 2013. En junio, en el Campeonato Mundial de Voleibol Femenino Sub-20 de 2013, el equipo peruano terminó en el 12.º lugar, con Leyva como la tercera mejor anotadora del torneo.
En el Campeonato Mundial de Voleibol Femenino Sub-18 de 2013, con el apodo "Caballos Oscuros", las chicas peruanas llegaron a las semifinales del torneo por primera vez en 20 años y por segunda vez, Leyva fue la capitana del equipo. En las semifinales contra China, Perú tuvo 10 match-points para quedarse con el partido pero finalmente China ganó por 3-2. Perú finalmente terminó 4.º después de perder la medalla de bronce ante su rival clásico Brasil. Leyva fue parte del equipo ideal y recibió el galardón como mejor opuesta.

### 2015
Leyva ganó el premio individual Mejor Opuesto de la Copa Panamericana de 2015, donde su equipo se ubicó en el noveno lugar. Luego ganó el premio a mejor atacante externa y la medalla de plata en el Campeonato Sudamericano de Voleibol Femenino de 2015.

### 2017: Primera experiencia internacional en clubes
Para la temporada 2017/18, jugó a préstamo en el club brasileño Osasco Voleibol Clube, trabajando bajo el mismo entrenador que la selección peruana. Ese mismo año ganó la medalla de plata en los Juegos Bolivarianos de 2017, categoría U23.

### 2018: Lesión y regreso a Osasco
Leyva decidió no formar parte del equipo peruano debido a una lesión en el hombro que le impidió jugar. Ella volvería a vestir la camiseta nacional para la temporada de selecciones de 2019. Para la temporada 2018/19, renovó contrato con el club brasileño Osasco Voleibol Clube durante esta temporada.
En 2019 emigró al voleibol turco para formar parte del PTT Spor Kulubu, liga a la que retornó en 2022 tras fichar por el Çukurova Belediyespor, recién ascendido a la máxima categoría.
En cuanto al seleccionado, poco antes del comienzo del Campeonato Sudamericano de 2021, que otorgaba plazas para el Mundial 2022, Leyva y su hermana menor Leslie (también jugadora de selección), anunciaron su retiro del equipo nacional. Leslie lo hizo sin previo aviso y de forma intempestiva, mientras que Angela alegó «razones personales» en una charla con el técnico del seleccionado, Francisco Hervás. En abril de 2023 fue nuevamente convocada oficialmente a la selección con miras a los torneos que se disputarían ese año (incluyendo el preolímpico de París 2024) pero a mayo de ese año la jugadora todavía no había respondido a la convocatoria, lo que generó críticas por parte del presidente de la Federación peruana de voleibol, Gino Vegas.
En junio del 2024, Angela Leyva respondió a la convocatoria del nuevo DT de la Selección Peruana de Vóley, Antonio Rizola y anunció que se integrará al sexteto nacional para Sudamericano del 2025, debido a compromisos ya asumidos previamente en la liga de Turquía.

## Clubes
| Club                          | País    | Año       |
| ----------------------------- | ------- | --------- |
| Camino de Vida                | Perú    | 2010-2011 |
| Universidad San Martin        | Perú    | 2011-2017 |
| Osasco                        | Brasil  | 2017-2019 |
| PTT Spor Kulübü               | Turquía | 2019-2020 |
| VC Yenisey Krasnoyarsk        | Rusia   | 2020-2021 |
| Béziers Volley                | Francia | 2021-2022 |
| Çukurova Belediyespor         | Turquía | 2022-2024 |
| Aydın Büyükşehir Belediyespor | Turquía | 2024-2025 |
| Beşiktaş JK                   | Turquía | 2025-?    |

## Resultados

### Premios Individuales
- "Mejor Anotadora" del Sudamericano Infantil Uruguay 2011
- "Mejor Ataque" del Sudamericano Infantil Uruguay 2011
- "Mejor Anotadora" de la Liga Nacional Juvenil 2012
- "Mejor Ataque" de la Liga Nacional Juvenil 2012
- "Mejor Servicio" del Sudamericano Juvenil Perú 2012
- "MVP" del Sudamericano de Menores Perú 2012
- "Mejor Ataque" del Sudamericano de Menores Perú 2012
- "Mejor Atacante Opuesta" del Mundial de Menores Tailandia 2013
- "Mejor Ataque Lateral" de la Liga Nacional Juvenil 2013
- Premio DT como "Mejor Voleibolista del Año" del Perú 2013
- "2.ª Mejor Atacante Punta" del Campeonato Sudamericano de Clubes 2014
- "MVP" del Campeonato Sudamericano de Voleibol Femenino Sub-22 Colombia 2014
- "Mejor Recepción" de la Copa Final Four Sub-20 2014
- "2.ª Mejor Atacante Punta" del Campeonato Sudamericano de Clubes 2015
- "Mejor Atacante Punta" de la Liga Nacional de Voleibol Femenino 2014-2015
- "Mejor Atacante" de la Liga Nacional de Voleibol Femenino 2014-2015
- "Mejor Atacante Opuesta" de la Copa Latina Sub-20 2015
- "MVP" de la Copa Latina Sub-20 2015
- "Mejor Atacante Opuesta" de la Clasificación de la CSV para la Copa Mundial de Voleibol Femenino de 2015
- "Mejor Atacante Opuesta" de la Copa Panamericana de Voleibol Femenino de 2015
- "Segunda Mejor Atacante Punta" del Sudamericano de voleibol, Colombia 2015
- "Mejor Atacante Punta" del Preolímpico Sudamericano de Voleibol, Argentina 2016
- "Mejor Atacante Punta" del Campeonato Sudamericano de Clubes 2016
- "Mejor Atacante Punta" de la Liga Nacional de Voleibol Femenino 2015-2016
- "Mejor Atacante Punta" del Campeonato Sudamericano de Voleibol Femenino Sub-22 Colombia 2016
- "Mejor Atacante Punta" de la Copa Panamericana de Voleibol Femenino Sub-23 de 2016
- "Mejor Atacante Punta" del Campeonato Sudamericano de Clubes 2017
- "Mejor Atacante Punta" de la Liga Nacional de Voleibol Femenino 2016-2017
- "Mayor Anotadora" de la Liga Nacional de Voleibol Femenino 2016-2017
- "Mejor Atacante Punta" del Sudamericano de voleibol, Colombia 2017

### Selección nacional

#### Categoría Mayores
- 2011: 7.º puesto Volley Masters de Montreux Suiza 2011
- 2012: 7.º puesto Copa Panamericana México 2012
- 2013:  "Campeona", Juegos Bolivarianos 2015
- 2014: 18.º puesto, Grand Prix de Voleibol de 2014
- 2014: 9.º puesto, Copa Panamericana de Voleibol de 2014
- 2015: 9.º puesto, Copa Panamericana de Voleibol de 2015
- 2015: 7.º puesto, Juegos Panamericanos de 2015
- 2015: 22.º puesto, Grand Prix de Voleibol de 2015
- 2015:  "SubCampeona", Clasificación de la CSV para la Copa Mundial de Voleibol Femenino de 2015
- 2015:  "Subcampeona", Sudamericano de Voleibol Femenino Colombia 2015
- 2016:  "Subcampeona", Preolímpico Sudamericano de Voleibol Femenino Argentina 2016
- 2016: 23.er puesto, Grand Prix de Voleibol de 2016
- 2017: 4.º puesto, Copa Panamericana de Voleibol de 2017
- 2017: 21.er puesto, Grand Prix de Voleibol de 2017
- 2017:  "Tercera", Sudamericano de Voleibol Femenino Colombia 2017

#### Categoría Sub-23/22
- 2012: 4.º puesto Copa Panamericana Perú 2012
- 2013:  "Tercera", Sudamericano Sub-22 Colômbia 2014
- 2014: 4.º puesto Copa Panamericana Perú 2014
- 2015: 9.º puesto, Campeonato Mundial de Voleibol 2015
- 2016:  "Tercera", Sudamericano Sub-22 Colômbia 2016

#### Categoría Sub-20 (Juvenil)
- 2012:  "Subcampeona", Sudamericano Juvenil Perú 2012
- 2013: 4.º puesto, Copa Panamericana Juvenil Cuba 2013
- 2013: 12.º puesto, Campeonato Mundial de Voleibol 2013
- 2014:  "Campeona", Copa Final Four
- 2014:  "Subcampeona", Sudamericano Juvenil Perú 2014
- 2015:  "Campeona", Copa Latina 2015
- 2015: 6.º puesto, Campeonato Mundial de Voleibol 2015

#### Categoría Sub-18 (Menor)
- 2010:  "Tercera", Sudamericano Menores Perú 2010
- 2011: 4.º lugar Copa Panamericana Menores México 2011
- 2012:  "Campeona", Sudamericano Menores Perú 2012
- 2013: 4.º lugar, Mundial de Menores Tailandia 2013

#### Categoría Sub-16 (Infantil)
- 2011:  "Subcampeona", Sudamericano Infantil Uruguay 2011

### Clubes
- 2012:  "Subcampeona", Liga Nacional Superior Temporada 2011/2012 con Universidad San Martín
- 2012: 5.º Lugar, Liga Nacional Juvenil 2012 con Universidad San Martín
- 2013:  "Subcampeona", Liga Nacional Superior Temporada 2012/2013 con Universidad San Martín
- 2013:  "Subcampeona", Liga Nacional Superior Temporada 2012/2013 con Universidad San Martín
- 2013:  "Campeona", Liga Nacional Superior Temporada 2013/2014 con Universidad San Martín
- 2014:  "Campeona", Liga Nacional Superior Temporada 2014/2015 con Universidad San Martín
- 2015:  "Tercera", Campeonato Sudamericano de Clubes con Universidad San Martín
- 2015:  "Campeona", Liga Nacional Superior Temporada 2015/2016 con Universidad San Martín
- 2016:  "Subcampeona", Campeonato Sudamericano de Clubes con Universidad San Martín
- 2017:  "Tercera", Campeonato Sudamericano de Clubes con Universidad San Martín
- 2017: "Subcampeona", Liga Nacional Superior Temporada 2016/2017 con Universidad San Martín
- 2018:  "Campeona", Copa Brasil de Voleibol 2018 con Osasco Voleibol Clube
- 2018: 4.º lugar, Superliga Brasilera de Voleibol Femenino - Serie A 2017-18 con Osasco Voleibol Clube
- 2018:  "Campeona", Liga Nacional Superior Temporada 2017/2018 con Universidad San Martín
- 2018:  "Subcampeona", Campeonato Paulista de Voleibol Feminino 2018 con Osasco Voleibol Clube
- 2018:  "Subcampeona", Supercopa Brasileira de Voleibol de 2018 con Osasco Voleibol Clube